# Sigvald Jarl
Jarl Sigvaldi var en sagnhøvding fra jomsvikingerne og leder af deres fæstning Jomsborg. Han efterfulgte Palnatoke som deres leder i slutningen af 900-tallet. Som leder skulle han være mere listig en modig.
Sigvald Jarl var søn af Strut-Harald, der herskede over danerne i Skåne, og bror til Thorkell den Høje.
Han omtales i Olav Tryggvasons saga og Jomsvikingernes saga.
Han ledte en stor invasionsflåde mod Håkon Jarl under slaget ved Hjörungavágr. Under dette slag beordrer han en retræte, da han ikke tror, at slaget kan vindes. Vagn Ågesen kaster et spyd efter ham, men rammer ikke.